# Stenellipsis similis
Stenellipsis similis är en skalbaggsart som beskrevs av Stefan von Breuning 1975. Stenellipsis similis ingår i släktet Stenellipsis och familjen långhorningar. Inga underarter finns listade i Catalogue of Life.